# Talayuelas
Talayuelas – gmina w Hiszpanii, w prowincji Cuenca, w Kastylii-La Mancha, o powierzchni 106,59 km². W 2011 roku gmina liczyła 1028 mieszkańców.